# Wäre ich Gott
Wäre ich Gott (schwedisch: Vore jag Gud oder auch Om jag vore gud) ist eines der bekanntesten Gedichte von Astrid Lindgren aus dem Jahr 1975. Es wurde unter anderem vom Schwedischen ins Deutsche, Englische und Russische übersetzt.

## Inhalt
In dem Gedicht schreibt Astrid Lindgren, dass wenn sie Gott wäre, sie über die Menschen weinen würde, über ihre Bosheit, Gemeinheit, Verzweiflung, Angst, Not, Qualen usw. Besonders würde sie über die Kinder weinen, da sie nie erwartet habe, dass es ihnen so gehe, wie jetzt. Sie würde Fluten von Tränen weinen, in denen die Menschen ertrinken könnten, denn dann wäre für alle ihre armen Menschen endlich Ruhe.

## Hintergrund
Astrid Lindgren schrieb das Gedicht in einer Nacht in Dalarna.
Jahre nach der Veröffentlichung des Gedichts schrieb Astrid Lindgren ihre Gedanken und Gefühle zu dem Gedicht auf. Sie erklärte, dass sie sich oft hilflos fühle, wenn sie an das Schicksal der Menschen und insbesondere der Kinder denke. Die Ungerechtigkeiten, die Umweltverschmutzung, Zerstörungen usw. würden sie traurig stimmen. Wenn sie so viel Schlechtes von den Menschen höre, falle es ihr schwer an das Gute in ihnen zu glauben. Es mache ihr Angst, wenn sie an das denke, was die Kinder auf der Welt heutzutage zu ertragen hätten. Die Personen, die den Kindern ein solches Leid zufügen, seien sicher kein „Ebenbild Gottes“. Außerdem beschreibt sie das tragische Schicksal der Flüchtlingskinder in Schweden, die dem Hass der Bevölkerung ausgesetzt seien, die in Schweden nicht gewollt werden würden und mit ihren Familien abgeschoben würden, obwohl sie eigentlich nur ein sicheres Zuhause suchen würden. Astrid Lindgren würde gerne allen unglücklichen Kindern helfen, erklärt sie. Sie träume oft davon ein solches Kind aufzunehmen und ihm ein Zuhause bieten zu können. Lindgren setzte sich immer wieder für Flüchtlingskinder, damals oft aus dem ehemaligen Jugoslawien, ein. Sie schrieb unter anderem an Politiker, wie Michail Sergejewitsch Gorbatschow und setzte sich für Frieden in Kriegsländern ein oder steuerte das Vorwort zu dem, von UNICEF herausgegebenen, Buch Jag drömmer om Fred (1994) bei, in dem gemalte Bilder von Flüchtlingskindern zu finden waren.
Neben Wäre ich Gott schrieb Astrid Lindgren weitere Gedichte. Auf Deutsch übersetzt wurde unter anderem Leb wohl, du alte Galle! (Farväl du satans galla!). Andere, ursprünglich als Gedichte geschriebene, Werke wurden umgeschrieben und als Lieder in den Astrid Lindgren Filmen verwendet. Weitere sind teil ihrer Geschichten und Erzählungen.
Nachdem Lindgren 1998 einen Schlaganfall erlitt, bat sie ihre Tochter und ihre ehemalige Arbeitskollegin Kerstin Kvint, ihr Literatur vorzulesen. Zu ihren gewünschten Werken gehörte auch ihr eigenes Gedicht Wäre ich Gott.

## Veröffentlichung
1975 wurde das Gedicht erstmals in Schweden veröffentlicht. Es erschien 1995 auf Deutsch, in Felizitas von Schönborns Buch Astrid Lindgren – Das Paradies der Kinder. Die deutsche Übersetzung stammt von Anna-Liese Kornitzky. Es folgten viele weitere Veröffentlichungen, unter anderem ist das Gedicht auch im Oetinger Lesebuch. Almanach 1997/1998 zu finden. 2017 wurde das Gedicht auch ins Englische übersetzt und es erschien in der englischsprachigen Ausgabe des Buches Niemals Gewalt! von Astrid Lindgren. In der russischsprachigen Ausgabe kann das Gedicht auf Russisch gelesen werden.
Meist wurde das Gedicht ohne jegliche Illustrationen veröffentlicht. Im Oetinger Lesebuch. Almanach 1997/1998 erschien es jedoch mit Illustrationen von Ilon Wikland und im Buch Astrid Lindgren für die ganze Welt befindet sich neben dem Gedicht ein dunkles Foto, auf dem nur eine Art von Auge auf schwarzen Hintergrund zu erkennen ist.
Daneben komponierte der niederländische Komponist Patrick van Deurzen ein Lied zu Astrid Lindgrens englischem Text. Es wurde für einen Chor mit Bratsche und Violoncello geschrieben.

## Interpretation
Birgit Dankert findet, dass das Gedicht beweise, dass sowohl Astrid Lindgrens Kindheit, als auch ihre „Melancholie und Schwermut als Motor ihrer Kreativität betrachtet werden“ könnten. Das Gedicht stelle dar, dass sich „Gottes Schöpfung“ in Lindgrens Augen „ins Negative entwickelt“ habe oder sogar „gescheitert“ sei. Daher würden das „Meer der Tränen“ wie eine „apokalyptische Sintflut“ wirken. Außerdem zeige das Gedicht Astrid Lindgrens „Zweifel und Suche nach Gott“. Neben dem Zweifel an Gott würde Astrid Lindgren gleichzeitig verzweifelt nach ihm suchen. So erklärte Lindgren, dass die Erwachsene in ihr wisse, dass Gott oder das Paradies nicht existiere, gleichzeitig würde das Kind in ihr dieses Wissen nicht akzeptieren. Außerdem würde sie Gott immer wieder danken oder wenn sie verzweifelt wäre zu ihm beten, während sie ihn gleichzeitig leugnen würde.
In dem Gedicht werden laut Diersch, Jahn und Schaak neben den bösen Taten des Menschen auch die guten Taten des Menschen erwähnt. Diese Taten schienen jedoch erbärmlich und nicht gut genug, um die schlechten Taten der Menschen aufzuwiegen. Das Böse des menschlichen Handelns dominiere. Das Leiden in der Welt werde schließlich „unermesslich“, als die Autorin an die Kinder und ihr, von Erwachsenen verursachtes, Leiden denke. Laut Diersch, Jahn und Schaak schreibt Lindgren, dass die Menschen „ertrinken könnten“ und nicht „ertrinken müssen“. Die Tränen würden geweint, damit die Menschen ihre schlechten Taten erkennen würden, sich veränderten, ihre grausamen Handlungen stoppten und umkehren könnten. Menschen könnten Liebe fühlen, wenn sie diese wahrnehmen wollten. Astrid Lindgrens Gedicht sei „ein Gedicht des Trostes und der Zuwendung“. Astrid Lindgren beende den Text humorvoll. Die letzte Zeile laute: „und endlich Ruhe wäre“. Lindgren habe die bösen Taten des Menschen satt, deshalb wolle sie Frieden. Das Wort „Ruhe“ beziehe sich nicht auf den Tod, sondern auf „die Beendigung sinnlosen Lärms“. Es gebe wichtigere Dinge als Krieg, Mobbing, Folter, Verletzung oder Streit.
Margareta Strömstedt glaubt, dass „die Verzweiflung über den Zustand der Welt“ Astrid Lindgren manchmal die Hoffnung und den Schlaf geraubt hätte. Sie scheine dann alles „Unvollkommene und Misslungen“ auslöschen und „einen neuen Anfang“ machen zu wollen. Diese Art von Gedanken würden in dem Gedicht zum Ausdruck kommen.
Katarina Alexandersson nimmt in dem Gedicht insbesondere die Gefühle der Hilflosigkeit und Ohnmacht der Autorin gegenüber dem Kummer, dem Schmerz oder dem Bösen in der Welt wahr.
Sybil Gräfin Schönfeldt fügte hinzu, dass sich in dem Gedicht die Melancholie von Astrid Lindgren, in ihren späteren Lebensjahren widerspiegele. Das Gedicht sei „wie ein Fanal für das kommende Jahrhundert“ (21. Jahrhundert).

## Rezeption
Das Gedicht war Teil mehrerer Predigten.
Manuela Schlecht findet, dass das Gedicht Gänsehautmomente schaffe. Fred Rautenberg beschreibt das Gedicht als unendlich dunkel und fast verzweifelt klingend.

## Ausgaben

### Erschienen in
Deutschsprachige Ausgaben
- Astrid Lindgren: Wäre ich Gott. In: Felizitas von Schönborn (1995): Astrid Lindgren – Das Paradies der Kinder. Freiburg: Herder. S. 51.
- Astrid Lindgren: Wäre ich Gott. In: Astrid Lindgren (2000): Steine auf dem Küchenbord: Gedanken, Erinnerungen, Einfälle. Hamburg: Oetinger. S. 87–88.
- Astrid Lindgren: Wäre ich Gott. In: Anke Lüdtke (1997): Oetinger Lesebuch. Almanach 1997/1998. Hamburg: Oetinger. S. 42–43, Illustriert von Ilon Wikland.
- Astrid Lindgren: Wäre ich Gott (Auszüge). In: Maren Gottschalk (2006): Jenseits von Bullerbü. Die Lebensgeschichte von Astrid Lindgren. Weinheim Basel: Beltz & Gelberg. S. 192.
- Astrid Lindgren: Wäre ich Gott. In: Birgit Dankert (2013): Astrid Lindgren. Eine lebenslange Kindheit Darmstadt: Wissenschaftliche Buchgesellschaft. S. 261–265.
- Astrid Lindgren: Wäre ich Gott. In: Margareta Strömstedt (2007): Astrid Lindgren für die ganze Welt. Värnamo: Saltkrakan AB.
- Astrid Lindgren: Wäre ich Gott. In: Margareta Strömstedt (2011): Astrid Lindgren. Ein Lebensbild. Hamburg: Oetinger. 1. Aufl. S. 337.
- Astrid Lindgren: Wäre ich Gott. In: Sybil Gräfin Schönfeldt (2017): Astrid Lindgren. Erinnerungen an eine Jahrhundertfrau. Berlin: Ebersbach & Simon. 1. Aufl. S. 152.

Englischsprachige Ausgabe
- Astrid Lindgren: If I were god. In: Astrid Lindgren (2018): Never violence! (Englisch). Astrid Lindgren Text. S. 42–45.

Russischsprachige Ausgabe
- Astrid Lindgren: Если бы я была Богом. (Yesli by ya byla Bogom) In: Astrid Lindgren (2019): Net nasiliju! (Russisch). Belaja vorona.

Schwedischsprachige Ausgabe
- Astrid Lindgren: Vore jag Gud. In: Astrid Lindgren (1996): Astrids klokbok. Stockholm: Rabén & Sjögren.
- Astrid Lindgren: Vore jag Gud. In: Astrid Lindgren (2018): Aldrig våld! (Schwedisch). Astrid Lindgren Text.